# 越中大門站
越中大門站（日语：／ Etchū-daimon eki */?）是隸屬於愛之風富山鐵道及日本貨物鐵道（JR貨物）的鐵路車站，車站編號為06，座落於富山縣射水市，現時只停靠普通列車。
車站名稱「大門」會令人聯想起未合併入射水市前的大門町，不過其所在位置卻並不位於大門町，而是隔鄰的大島町，地理位置上，車站與兩町的舊町役所都接近，當中又以大島町役所較為接近車站，然而為何最終採用「大門」為名，至今仍未能有一致的說法。又因在本站開設時，日本國鐵位於廣島縣福山市的山陽本線上已設立了「大門站」，因此本站名稱前加上了舊令制國「越中」以作區分。
過往日本貨物鐵道（JR貨物）設有水泥專用路軌，並安排不定期貨運列車由水泥廠開出，但現時已沒有相關安排，水泥廠亦已搬走，所以只屬一個有名但沒有實際服務的貨物車站，在JR貨物的網站中，現時亦沒有出現本站於名單中。

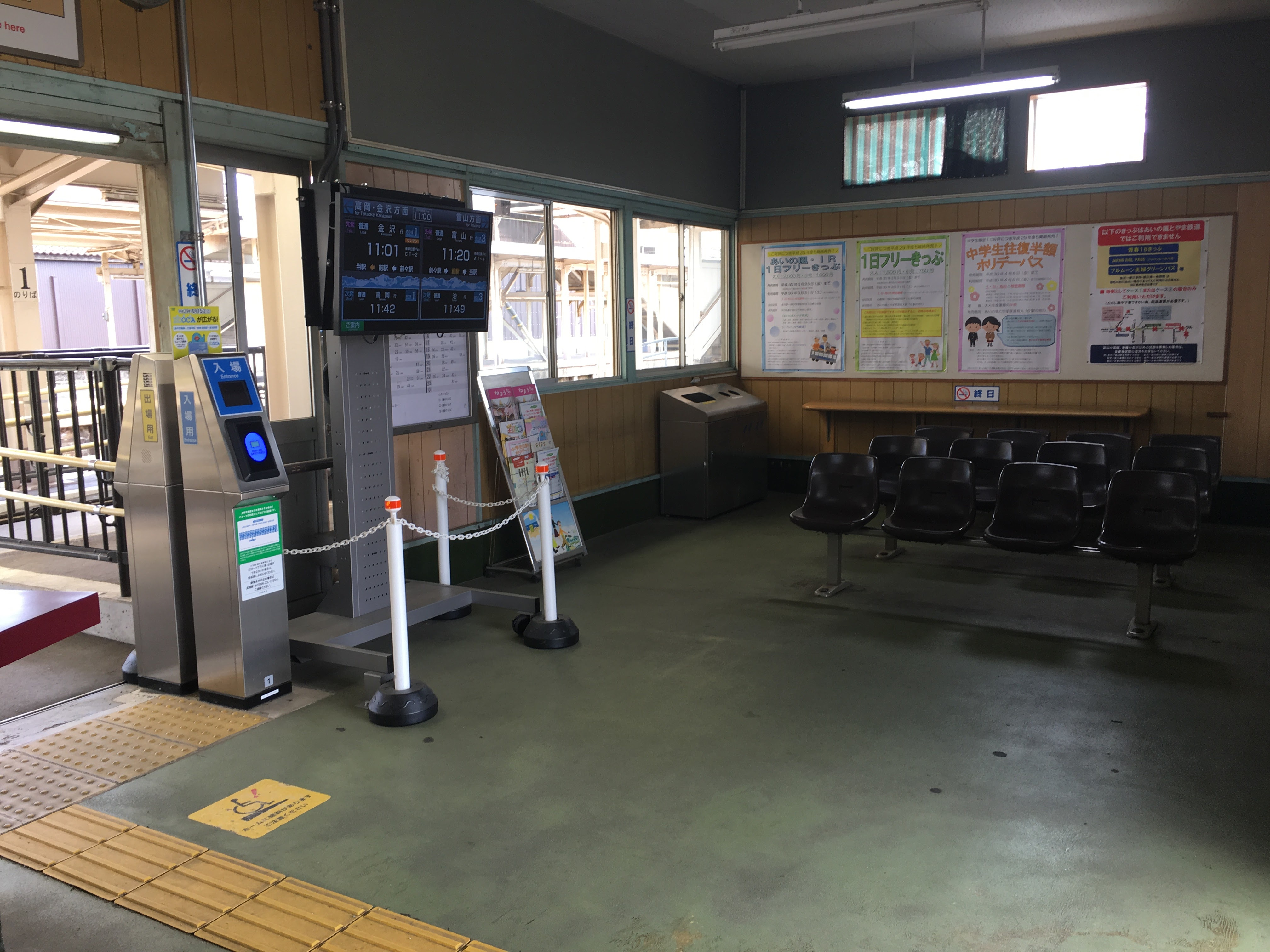
車站內部（2017年5月）

## 車站結構

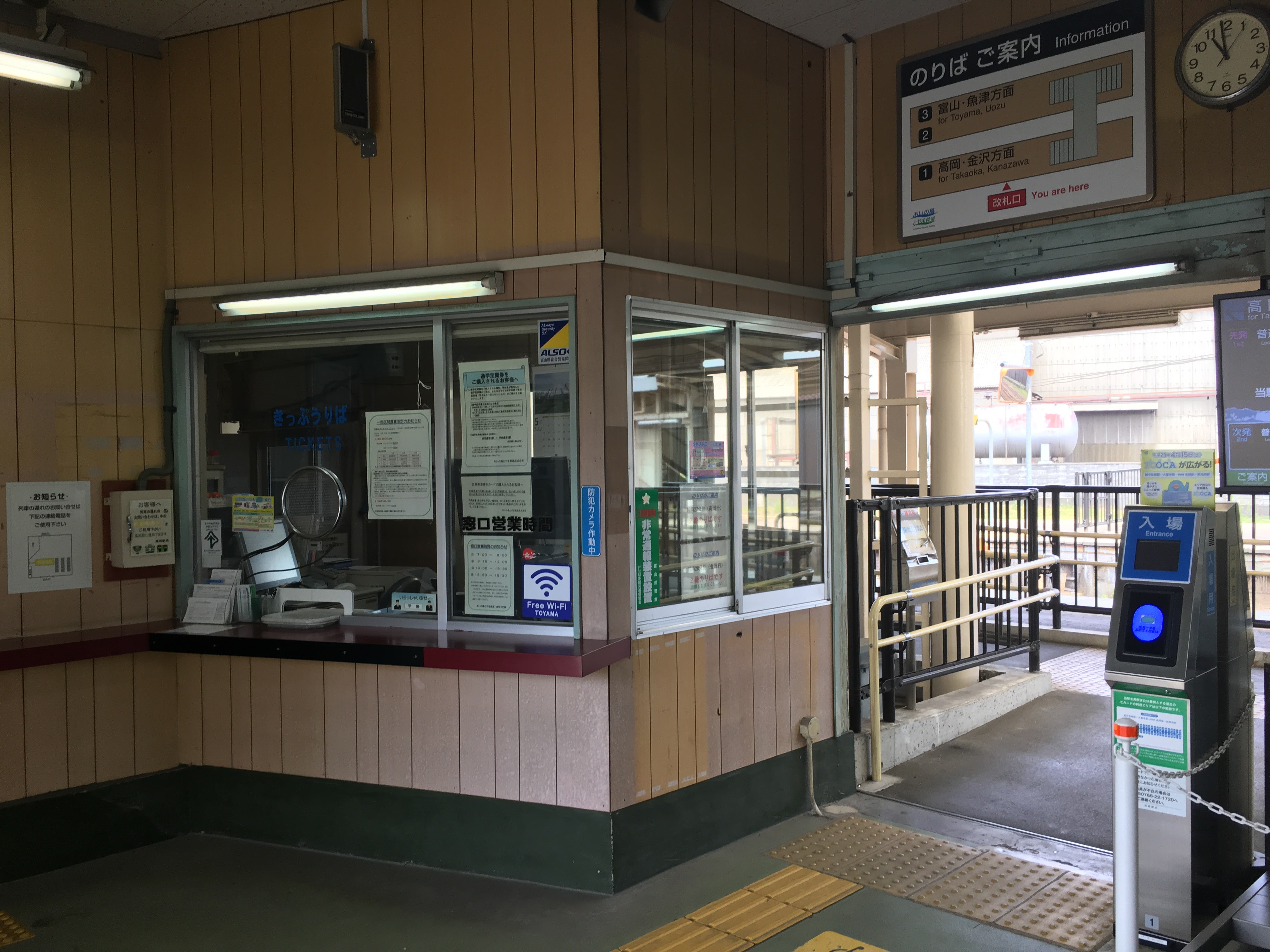
驗票口（2017年5月）

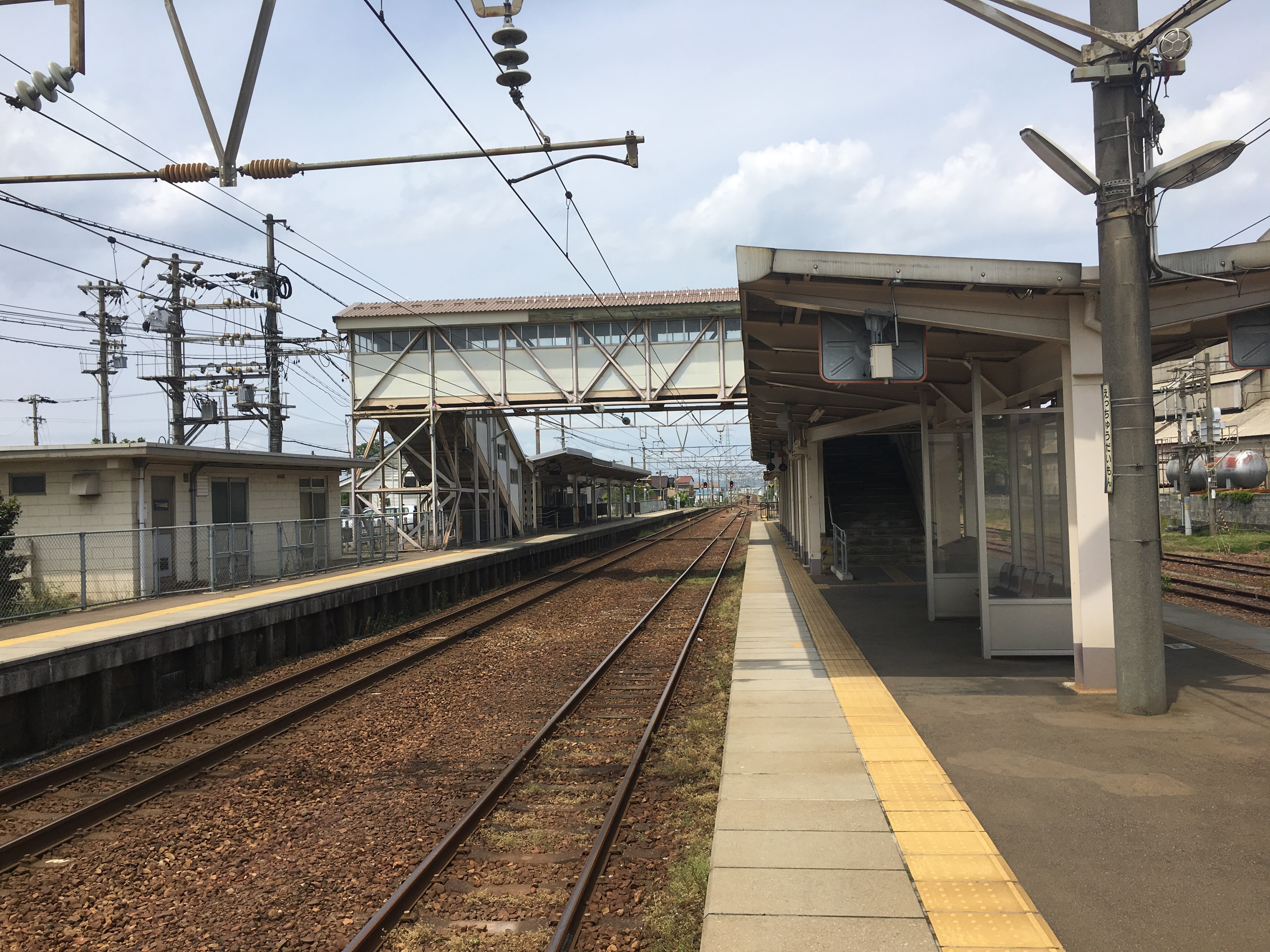
月台（2017年5月）

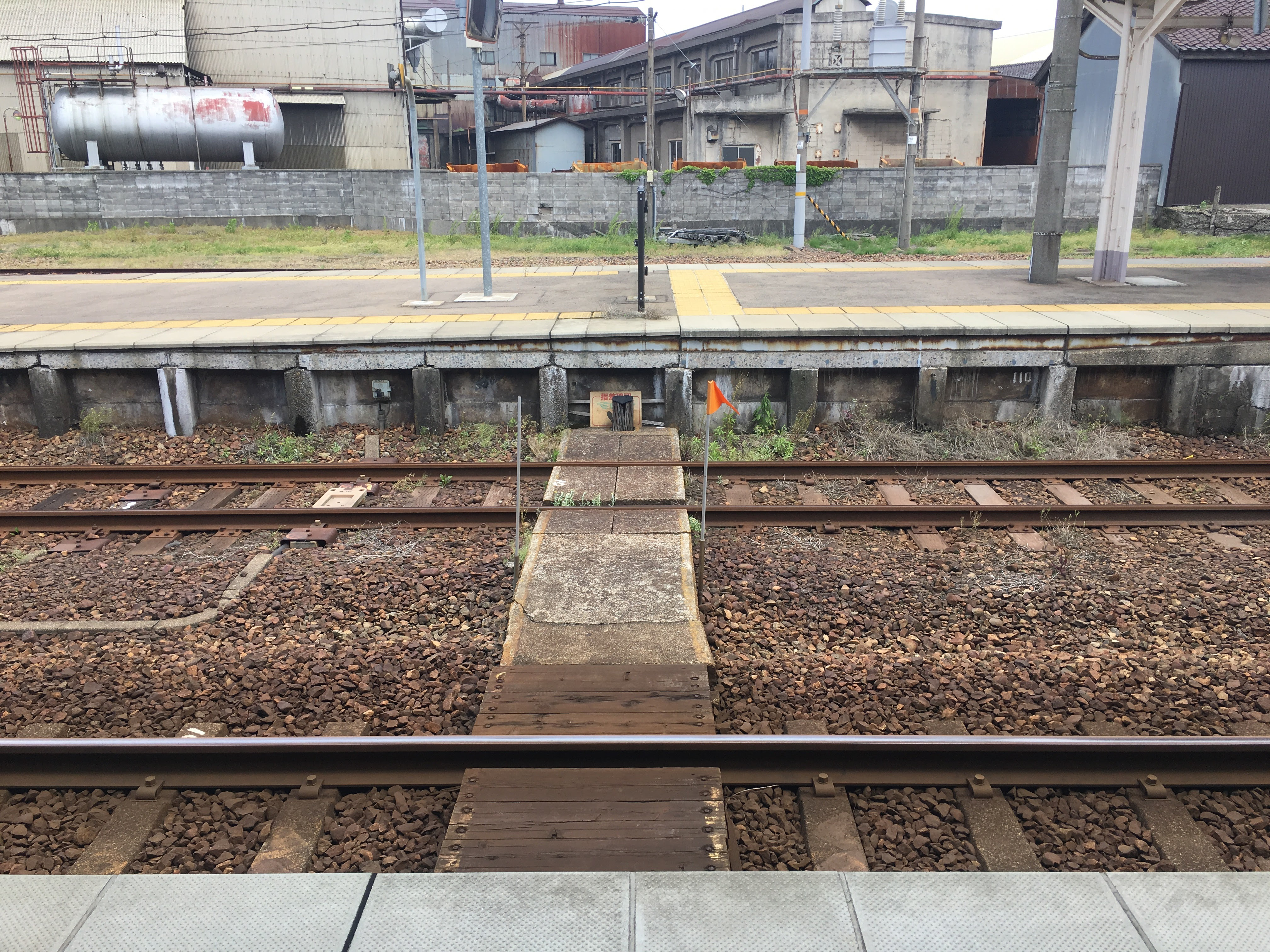
平交道（2017年5月）

本站為為單層木製站房，至開業以來一直使用至今，是典經型的國鐵標準站舍規格，候車大堂及開放式閘口設於右側，左側前端為售票大堂，設有自動售票機1部，後方為為售票窗口櫃位及站務室，JR時代櫃位兼備綠窗口功能，但隨愛之風富山鐵道接管後，精簡了售賣JR車票的窗口數目，本站的綠窗口並未有得到保留而遭撤去。最左側為過往車站職員留宿的住所，現時已不再使用。
設有側式月台及島式月台各1個，共提供2面3線的配置，有效長度約為7輛。在JR時期，中間的2號月台主要是供普通列車避車，以讓出上、下主線讓特急列車通過；愛之風富山鐵道接手後，避車的次數大減，大部份列車都能於1號或3號月台乘降，2號月台現時只剩下上、下行各1班列車才會使用。
位於3號月台外另有側線2條，是過往貨物列車使用的路軌，其中向小杉方向可以伸延至原電気化学工業富山水泥廠，並安排有非定期貨運列車行走本站～青海站，但2008年起相關列車已經廢除，及後水泥廠亦遷出，原址現時改為富山縣第一自動車學校，相關的側線路軌大部份亦已被拆去，附近雖然仍保留另一間水泥廠「庄川水泥工業株式會社」，但只屬縣內小型公司，根本用不着水泥專用列車。至於車站北端，原亦設有專為日本電工北陸工場及東洋紡織庄川工場專用線，但亦早於1980年代停用。

### 月台配置
| 月台 | 路線              | 方向 | 目的地         | 備註                  |
| ---- | ----------------- | ---- | -------------- | --------------------- |
| 1    | ■愛之風富山鐵道線 | 上行 | 高岡、金澤方向 | 一部分於2號月台       |
| 2、3 | ■愛之風富山鐵道線 | 下行 | 富山、魚津方向 | 2號月台只限一部分列車 |

## 歷史
- 1923年10月15日：日本國有鐵道北陸本線高岡～小杉間新設車站開業。
- 1985年3月14日：停止手提行李提取服務。
- 1987年4月1日：日本國鐵分割民營化，車站的營運由JR西日本繼承。
- 1992年11月：開設綠窗口[4]。
- 2015年：

- 3月14日：北陸新幹線開業，車站的營運由愛之風富山鐵道繼承，綠窗口停止運作。
- 3月26日：導入ICOCA感應器，適用於富山縣內所有愛之風富山鐵道線車站。

## 利用人數
| 推算乘車人員 | 推算乘車人員 | 推算乘車人員 |
| 年度         | 1日平均人數  |              |
| ------------ | ------------ | ------------ |
| 2004年       | 787          |              |
| 2005年       | 770          |              |
| 2006年       | 771          |              |
| 2007年       | 760          |              |
| 2008年       | 779          |              |
| 2009年       | 785          |              |
| 2010年       | 820          |              |
| 2011年       | 790          |              |
| 2012年       | 782          |              |
| 2013年       | 811          |              |

## 相鄰車站
愛之風富山鐵道
■愛之風富山鐵道線
快速「愛之風Liner」
通過
普通
高岡 (05) －越中大門 (06) －小杉 (07)

## 外部連結
- 愛之風富山鐵道越中大門站公式網頁（日語）
- 愛之風富山鐵道越中大門站旅遊指南 （页面存档备份，存于）（日語）
- 非官方越中大門站介紹。 （页面存档备份，存于）（日語）